# Westrehem
Westrehem (Nederlands: Westrem) is een gemeente in het Franse departement Pas-de-Calais (regio Hauts-de-France). De gemeente telt 230 inwoners (1999). en maakt deel uit van het arrondissement Béthune.

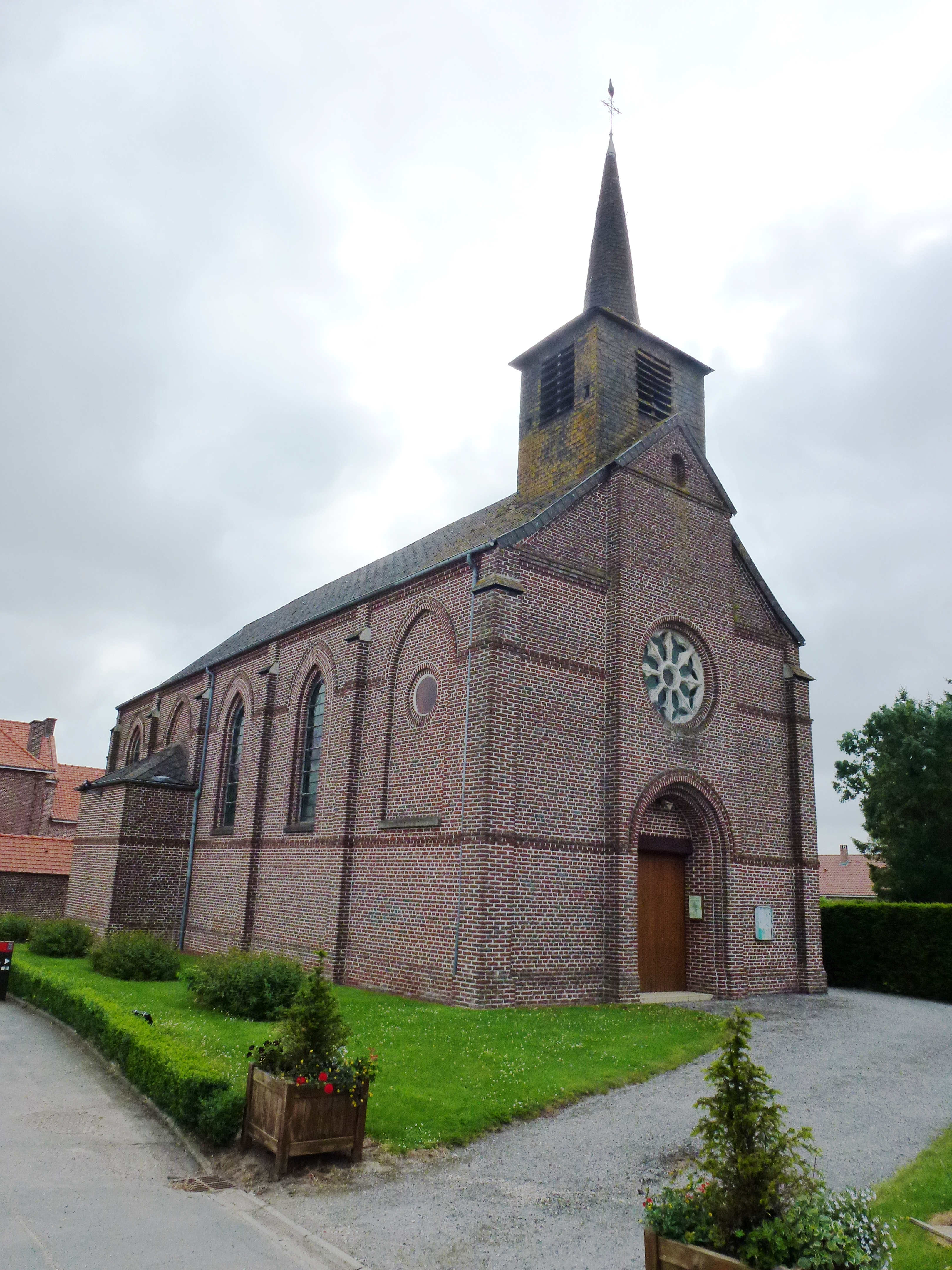
Église Saint-Joseph

## Geografie
De oppervlakte van Westrehem bedraagt 3,0 km², de bevolkingsdichtheid is 76,7 inwoners per km².
De onderstaande kaart toont de ligging van Westrehem met de belangrijkste infrastructuur en aangrenzende gemeenten.

## Bezienswaardigheden
- De Église Saint-Joseph

## Demografie
Onderstaande figuur toont het verloop van het inwonertal (bron: INSEE-tellingen).